# Tom Scott (youtuber)
Thomas Scott (26 de noviembre de 1984), más conocido como Tom Scott, es un divulgador científico, youtuber y desarrollador web inglés. Su canal de YouTube con su mismo nombre ofrece vídeos educativos sobre una variedad de temas que incluyen historia, geografía, lenguaje, ciencia y tecnología.
Tiene otros cuatro canales: Matt and Tom (con Matt Gray), Tom Scott plus (con colaboraciones con otros creadores), The Technical Difficulties (presentado por el grupo cómico con el mismo nombre), y Lateral con Tom Scott (un podcast basado en su programa de juegos de 2018 con el mismo nombre).
En mayo de 2023, sus cinco canales de YouTube reunían colectivamente más de 7 millones de suscriptores y 1,72 millones de visitas.
Dio a conocer que se tomaría una pausa en su trabajo en YouTube a partir de enero de 2024, tras haber subido videos semanalmente durante diez años sin interrupciones.

## Primeros años
Thomas Scott nació en Mansfield, en el condado de Nottinghamshire y se graduó en la Universidad de York con un grado en lingüística e inglés.   Posteriormente, obtuvo una máster en Estudios Educativos.
Mientras estudiaba en la universidad en 2004, programó una página web que parodiaba una campaña del gobierno del Reino Unido sobre cómo actuar en situaciones peligrosas o catastróficas, Preparing for Emergencies,la cual incluía una sección que explicaba qué hacer en caso de un apocalipsis zombie . Esto produjo que la Cabinet Office exigiera que se eliminara el sitio, a lo que Scott envió una "respuesta cortés negándose a eliminar el sitio web".

## Carrera

### Carrera temprana

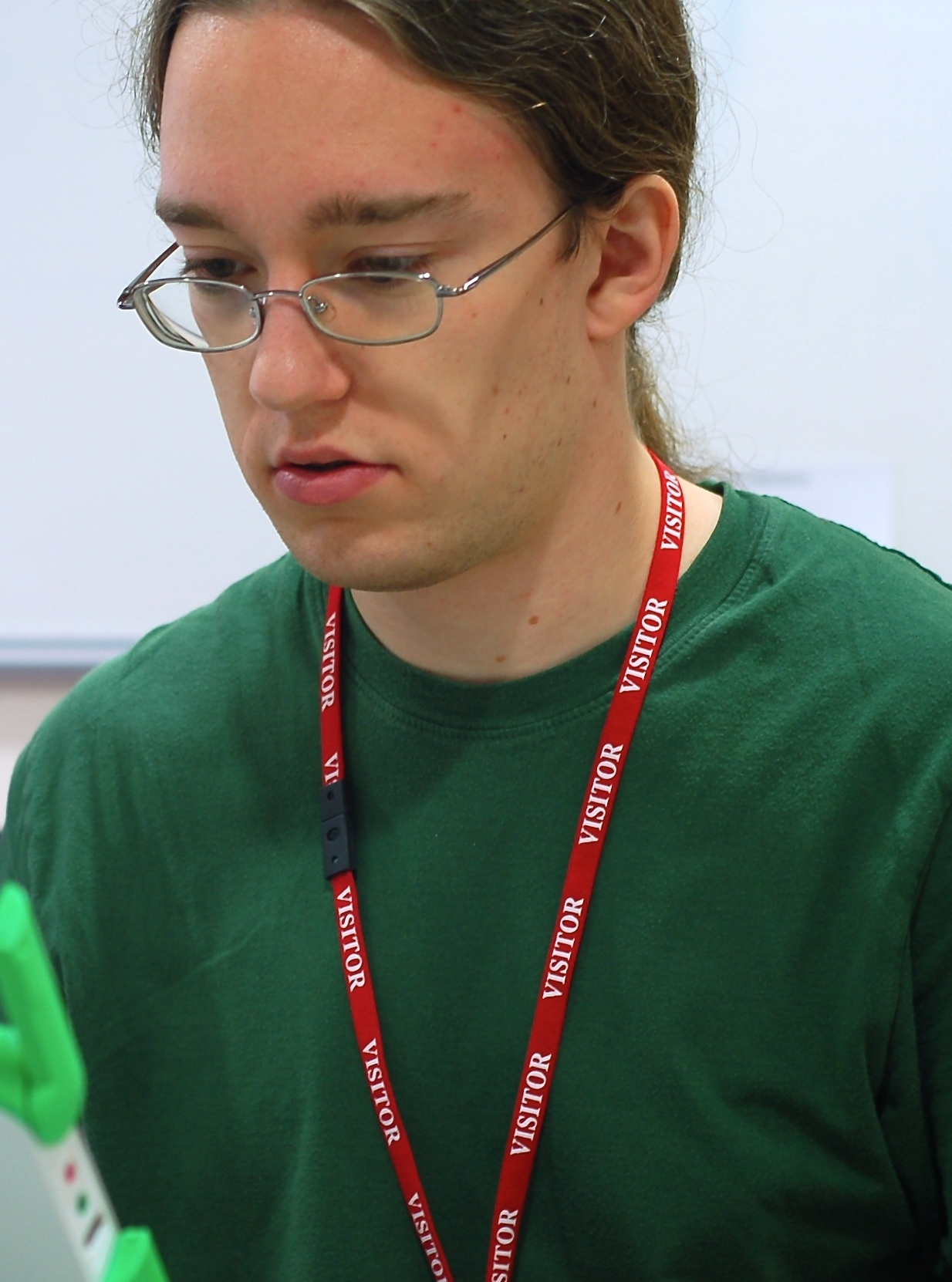
Scott en el evento de BarCamp de Londres en 2008.

En 2009, Scott se convirtió en el organizador oficial del Reino Unido del Día Internacional de Hablar como un Pirata,tras ser presentado por sus amigos como candidato a la presidencia de la Unión de Estudiantes de la Universdidad de York, bajo el disfraz de su personaje del Día Internacional de Hablar como un Pirata, "Tom Scott, loco capitán". A pesar de presentarse como una broma, obtuvo casi 3000 votos, ganó las elecciones y se convirtió en el 48.º presidente del evento. Scott, en el podcast Corridor Cast, declaró que era terrible como presidente, pues no sabía qué hacer, por lo que delegó muchas tareas en su equipo.
Scott y tres amigos formaron el grupo humorístico The Technical Difficulties, con quienes presentó un programa de radio del mismo nombre en la emisora de la Universidad de York. El programa ganó el reconocimiento Keving Greening en los Premios de la Asociación de Radio de Estudiantes.
Después de graduarse, Tom Scott realizó varias apariciones en programas de la televisión inglesa, tanto como presentador como concursante. Fue capitán de los Hitchhikers en la tercera temporada del concurso Only Connect de la BBC 4, llegando incluso a las semifinales. En 2012, fue uno de los presentadores del programa Gadget Geeks de la cadena Sky 1, junto a Colin Furze y Charles Yarnold. Scott era el encargado de crear soluciones de software para el concurso.

### Carrera en YouTube

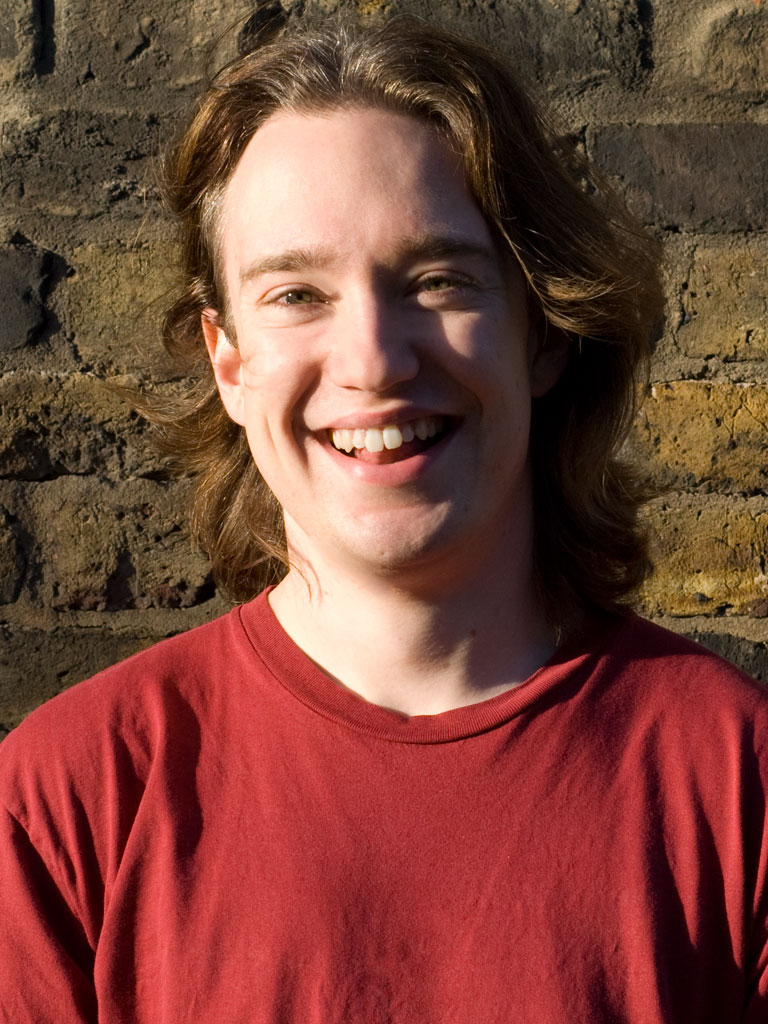
Scott en diciembre de 2011

Scott registró su canal del YouTube principal, Tom Scott, el 17 de mayo de 2006. El canal se titulaba originalmente "enyay", el cual derivaba de la letra española Ñ y tiempo después declaró que lo acabó despreciando.En sus primeras publicaciones, Scott subía videos de cocina utilizando inusuales métodos al prepararlos, como por ejemplo cocinar un huevo utilizando una plancha de ropa en su primer video.
Los temas principales del canal de Tom Scott son muy variados, abarcando ámbitos como lingüística, historia, geografía, ciencia y tecnología.  

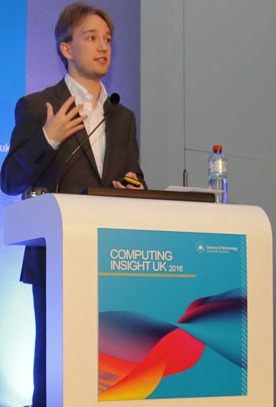
Scott en el Computing Insight UK en 2016

A finales de 2015, Scott creó un canal de YouTube colaborativo con su amigo y compañero Matt Gray, llamado Matt and Tom. En 2018, el canal comenzó a publicar los episodios de los videos de The Technical Difficulties, aunque actualmente el grupo tenga su propio canal.

En noviembre de 2018, Scott fundó Pad 26 Limited, una empresa que ofrece servicios como producción de contenido o consultorías de YouTube.
En 2021, Tom Scott retó a la divulgadora sobre inteligencia artificial Jordan Harrod para que creara una versión deepfake de él por 100 dólares. Publicaron un video colaborativo en el que Harrod lograba el objetivo y hablaban sobre la tecnología y los peligros relacionados con los deepfakes.
Además, en 2021 Scott creó dos nuevos canales de YouTube: Tom Scott plus el 14 de junio, con colaboraciones con otros youtubers y The Technical Difficulties, inactivo hasta el 7 de julio de 2022.
El 1 de enero de 2024, Scott publicó un vídeo anunciando que ya no continuaría con la serie de vídeos semanales llamada Things you might not know (en español, Cosas que quizás no sabías), la cual llevaba publicando incesantemente durante una década. Declaró que "estaba muy cansado" después de años de sacrificio por la plataforma, y que su intención era retirarse temporalmente de Youtube y así centrarse en otros proyectos.

#### Amazing places
Tom Scott tiene una serie de videos dedicados a ciertos lugares del mundo, llamada Amazing Places. En 2016, publicó un video hablando sobre las características geológicas del Río Wharfe en Yorkshire, Inglaterra.En 2020, Scott grabó parte de su viaje al islote más septentrional de Islandia, Kolbeinsey. Ese mismo año, publicó un video en Wunderland Kalkar, un parque de atracciones dentro de una planta nuclear en Alemania. En octubre de 2021, visitó el único restaurante McDonald's flotante del mundo, en Hamburgo.

#### Tom's Language Files
Fue una serie de videos basados en el ámbito de la lingüística y de estructuras gramaticales de los idiomas. Algunas de las publicaciones de esta serie han sido coescritos por lingüistas como Gretchen McCulloch o Molly Ruhl.

#### The Basics
Serie de videos donde Scott trata temas sobre informática y tecnología. El divulgador a confesado ya no sentirse cómo haciendo los videos, puesto que no ha trabajado con tecnología computacional desde hace años.

### Podcast

#### Lateral con Tom Scott
Scott presenta un podcast cómico producido por David Bodycombe, llamado Lateral with Tom Scott. Los capítulos se lanzan cada viernes, y trata generalmente de un juego de preguntas en la que el propio Scott y otros tres concursantes se hacen preguntas entre ellos con respuestas inusuales. Los invitados suelen ser youtubers, comunicadores y divulgadores de temas variados.

## Otros trabajos

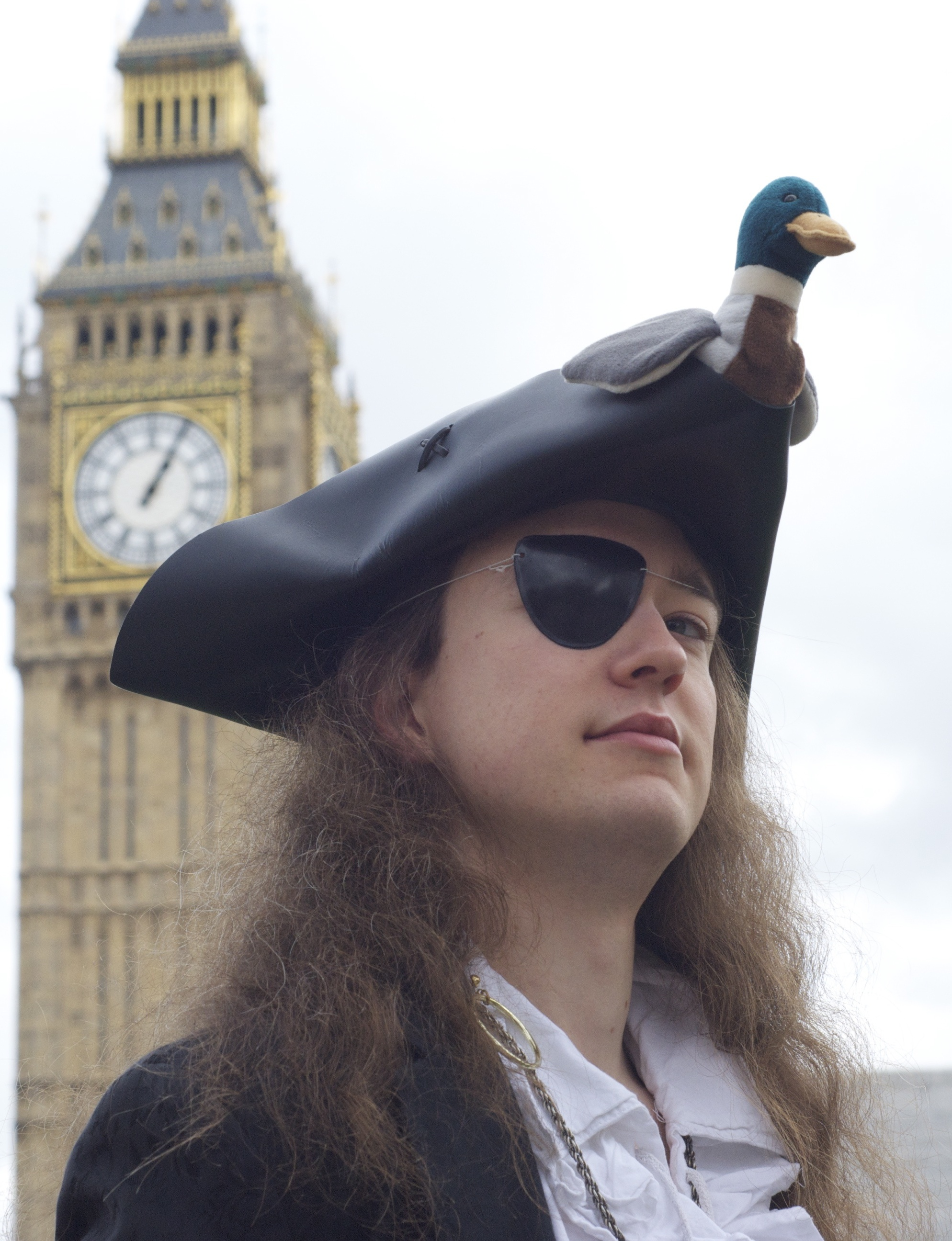
Scott como personaje pirata en 2010.

En 2014, Scott cofundó Emojli, una paródica red social inspirada en Yo, junto a Matt Gray. La aplicación se basaba únicamente en emojis, tanto en la interfaz como en los mensajes de texto. Cerró en 2015 por altos costes de mantenimiento y ese mismo año, Scott creó un teclado para poder teclear cualquier emoji de Unicode.
Scott trabajó además creando juegos para la plataforma Flash Games hasta 2015. El divulgador mantiene algunos de dichos juegos en su página web personal.
Otras aplicaciones creadas por Tom Scott son Evil, una app que revelaba el número de teléfono a los usuarios de Facebook; Tweteled, la cual enseñaba publicaciones borradas de Twitter; What's Osama bin Watchin?, que juntaba imágenes de Osama bin Laden con memes de Internet; Parliament WikiEdits, un bot de Twitter que twitea cada vez que una dirección IP procedente del Parlamento del Reino Unido modifica un artículo en Wikipedia y Klouchebag, una parodia de la web Klout, que muestra estadísticas de las redes sociales.
En diciembre de 2022, Scott apareció en dos episodios del concurso británico Christmas University Challenge,como capitán del equipo de la Universidad de York. El equipo venció a la Universidad de Durham 200-45, pero perdieron en la semifinal contra la Universidad de Hull, 155-100.

## Reconocimientos
En 2022, Scott fue galardonado con el Streamy Award, en la categoría de Aprendizaje y Educación. Fue nominado en la misma categoría al año siguiente.

## Discografía
| Título                   | Artista(s)                         | Año  | Ref(s)        |
| ------------------------ | ---------------------------------- | ---- | ------------- |
| On a pirate ship         | Jay Foreman feat. Capitán loco Tom | 2007 | [ 63 ]        |
| Shelter me from the rain | Beardyman feat. MC HiperScott      | 2022 | [ 64 ] [ 65 ] |